# Takiji Kobayashi
Pour les articles homonymes, voir Kobayashi.
Œuvres principales
Le Bateau-usine
Takiji Kobayashi (小林多喜二, Kobayashi Takiji), né le 13 octobre 1903 ou le 1er décembre 1903, et mort le 20 février 1933, est un écrivain japonais et militant communiste.
Il meurt d'un arrêt cardiaque en 1933, à l'âge de 29 ans, à la suite d'un interrogatoire policier, de facto de la torture.

## Biographie

### Jeunesse
Takiji Kobayashi naît à Ōdate dans la préfecture d'Akita. Une incertitude existe quant à sa date de naissance, sa mère le disant né le 13 octobre 1903 alors que le koseki indique le 1er décembre 1903.
Ses parents déménagent sur l'île d'Hokkaidō lorsqu'il a 4 ans. Ses parents, qui étaient paysans jusque-là, deviennent gérants d'une pâtisserie à Otaru.
Pendant son adolescence dans les années 1910, il est passionné par les écrits de Shiga Naoya et est proche idéologiquement du socialisme. Il effectue deux petits boulots, travaillant dans une boulangerie et avec un scaphandrier dont il fait tourner la pompe à air,.
Il étudie à l'école supérieure de commerce d'Otaru à partir de 1921. C'est là que certains de ses amis du groupe d’études politiques de l’école lui conseillent de lire des écrits de Karl Marx, Lénine et Fukomoto Kazuo. À la lecture de ces auteurs il devient un communiste convaincu.

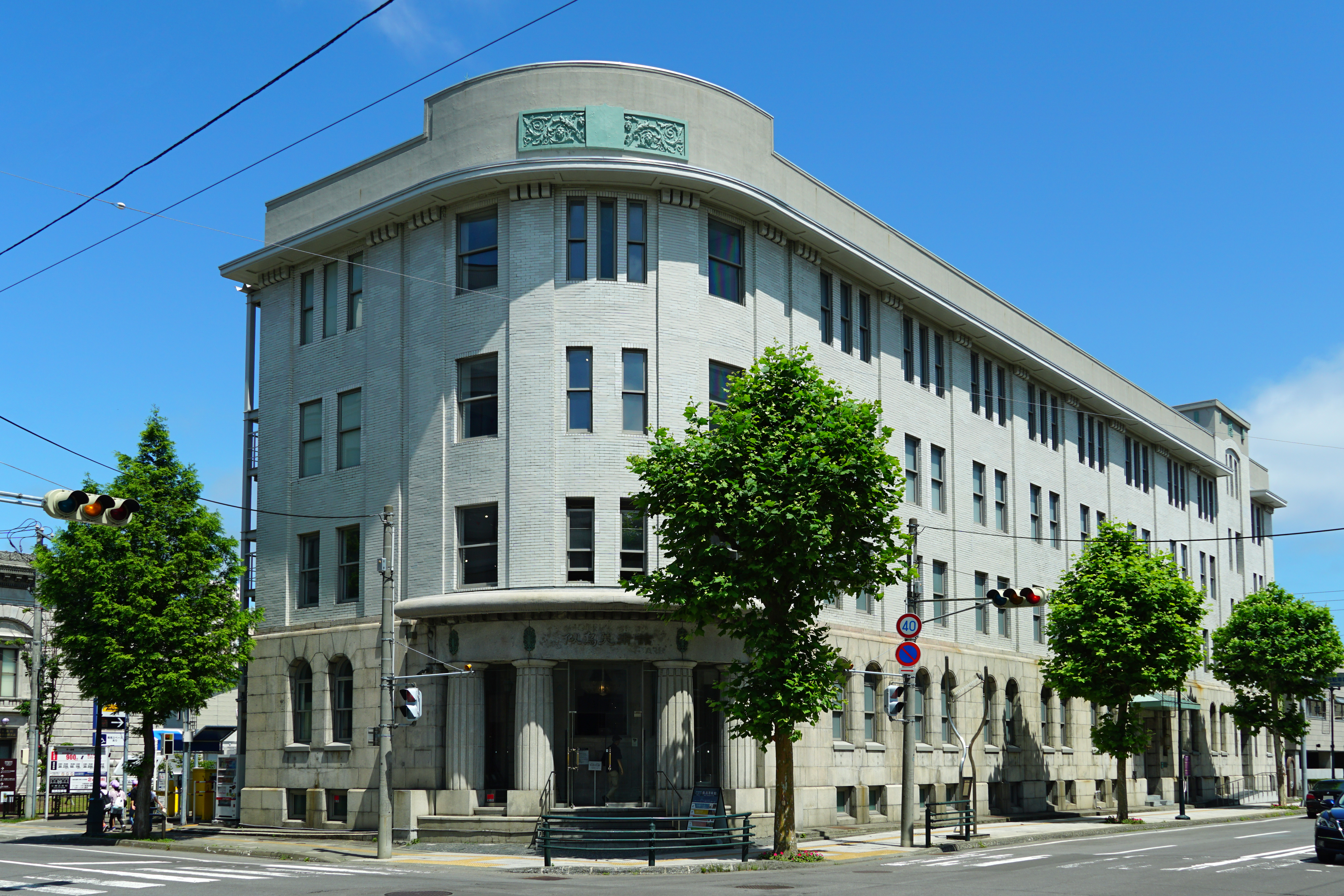
Photographie de la banque où Takiji Kobayashi a travaillé de 1924 à 1930.

Diplômé en janvier 1924 de son école, où il présente un mémoire sur La Conquête du pain de Kropotkine, il est ensuite embauché à la succursale à Otaru de la Hokkaido Takushoku Ginko, un établissement bancaire participant au financement du développement économique colonial de Hokkaidō.
Quelques mois après avoir commencé à travailler, il rencontre Takiko Taguchi, une jeune serveuse et prostituée de 16 ans, dont il tombe amoureux. Alors qu'il est prêt à racheter son contrat auprès du restaurant qui l'emploie pour pouvoir l'épouser, Taguchi abandonne finalement Kobayashi du jour au lendemain. Cette relation aura une grande influence sur son travail littéraire puisque, après avoir lu La Prostituée (Inbaifu) de Yoshiki Hayama, il se lance dans l'écriture de deux nouvelles sur le sujet de la prostitution.

### Engagement politique et littéraire
En 1928, il participe à la campagne de Kenzo Yamamoto, candidat du Parti des ouvriers et des paysans, qui se présente à Kutchan à l'occasion des élections législatives japonaises de 1928. Il consignera cet engagement dans une nouvelle baptisée Voyage à Kutchan (Higashi Kutchan kō) publiée en décembre 1930 dans Kaizō,.
Kobayashi travaille depuis 1927 à la rédaction d'un premier roman sur la condition ouvrière et paysanne à Hokkaido mais l'Incident du 15 mars chamboule ses plans. Il décide alors de documenter cet événement qu'il a lui-même vécu de près puisqu'il est proche de syndicalistes ainsi que de membres du Parti communiste japonais arrêtés à cette occasion. Le 15 mars 1928 est écrit au cours de l'été 1928 et publié en deux fois dans le magazine de littérature prolétarienne Senki, l'organe de la Fédération des artistes prolétariens japonais (ja) (Nappu) dont Kobayashi est alors membre.
L'écriture du 15 mars 1928 se fait donc aux dépens de deux autres romans, dont il reprend ensuite la rédaction.
Le premier à paraître, qui est son livre le plus connu, est Le Bateau-usine. Ce roman raconte l'histoire de pêcheurs, ouvriers et marins à bord d'un navire-usine industriel de pêche et de conditionnement du crabe en mer d'Okhotsk, entre Japon et Russie, basé dans le port d'Hakodate sur l'ile septentrionale d'Hokkaido,. Il y est décrit la progressive conscience de classe qu'ils acquièrent, menant à leur rébellion. Ce récit est publié tout d'abord en feuilleton en mai et juin dans Senki puis connaît une édition indépendante en raison de son succès populaire. Bien que la première édition ait été édulcorée pour éviter la censure, le roman et le numéro de Senki dans lequel il est publié sont interdits à la vente et Kobayashi accusé de crime de lèse-majesté. Il ne sera republié au Japon qu'après la fin de la Seconde guerre mondiale, en 1948.
Le second roman est Le Propriétaire absent, qu'il a débuté en 1927 et retravaillé trois fois. Il le termine en 1929 et le fait publier en novembre 1929 dans la revue libérale Chūōkōron, chose rendue possible notamment grâce aux bonnes critiques que Le Bateau-usine vient de recevoir. Dans celui-ci est décrit la vie d'« un village paysan sous domination capitaliste » dans la vallée de l'Ishikari-gawa, au nord-est d'Otaru. Par ce roman, il cherche à montrer la situation d'Hokkaidō à cette époque, qui est en plein développement agricole en raison de l'expansion colonialiste de l'empire du Japon. L'administration y fait venir des agriculteurs pauvres de l'île principale, Honshu, ou de celle de Shikoku, pour défricher et travailler sur l'île. S'inspirant du conflit de l'exploitation Isano à Furano en 1926, il cherche à décrire le quotidien et les luttes de ces travailleurs agricoles. À la suite des critiques et révélations qu'il fait dans ce récit sur les pratiques de la banque qui l'emploie, il est licencié le 16 novembre 1929,.

### Dernières années
Kobayashi part alors vivre à Tokyo en mars 1930, où il devient le secrétaire générale de la Ligue des écrivains affiliée à la Nappu.
Il est incarcéré de juin 1930 à janvier 1931.
Il adhère au Parti communiste japonais en 1931, ce qui le mène à vivre dans la clandestinité puisque celui-ci est illégal. Il écrit alors son dernier roman, Le Travailleur du parti (Tōseikatsusha).  Le sujet de ce roman lui est fourni par le renvoi de travailleurs précaires aux usines Fujikura de Gotanda. Kobayashi participe à la campagne de lutte contre ces licenciements. Vers le milieu du mois d'avril 1932, il épouse Itō Fujiko, qui l'avait mis en lien avec les travailleurs de Fujikura.
En raison de son adhésion au Parti communiste japonais, il est arrêté par la Tokkō, la police politique japonaise. Il meurt le 20 février 1933 au commissariat de Tsukiji. Officiellement la cause du décès est un arrêt cardiaque mais les marques sur son cadavre font tout de suite penser à ses proches qu'il est mort de la torture.

## Style
Kobayashi écrit en reprenant les codes de la littérature prolétarienne. Il cherche avant tout à montrer la prise de conscience de classe et l'évolution d'un groupe de travailleurs, d'une posture passive à un mouvement de révolte. Dans Le Bateau-usine par exemple, il n'est pas question de l'histoire d'un ou plusieurs personnages « individuel » mais de celle d'un groupe en tant que tel. Néanmoins, certaines de ses œuvres mettent en avant des personnages principaux qui peuvent faire penser à Takiji Kobayashi lui-même, à l'instar de sa dernière œuvre, Le travailleur du parti (Tōseikatsusha), qui est proche d'un récit autobiographique. Cette écriture tranche alors avec la ligne orthodoxe de la littérature prolétarienne et pouvait être perçue par ses pairs comme une approche bourgeoise de la littérature.

## Œuvres
- Le 15 mars 1928 (一九二八年三月十五日, Ichi kyū ni hachi nen sangatsu jū go nichi?) (1928), traduction de Mathieu Capel, Éditions Amsterdam, 2020[25].
- Le Bateau-usine (蟹工船, Kanikōsen?) (1929), traduction et postface d'Évelyne Lesigne-Audoly, Éditions Allia, 2015.
- Le Propriétaire absent (不在地主, Fuzai jinushi?) (1929), traduction et postface de Mathieu Capel, Éditions Amsterdam, 2017.

## Postérité

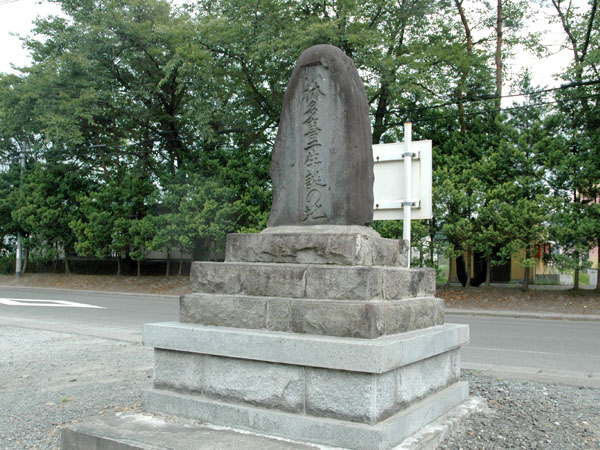
Monument érigé en la mémoire de Takiji Kobayashi à Ōdate.

Takiji Kobayashi est reconnu au Japon pour son courage. Son roman Le Bateau-usine, qui a été adapté au cinéma en 1956, ainsi qu'en manga en 2006, connaît une certaine popularité en 2008 lorsqu'il est mis au programme scolaire japonais. L'actualité de la crise financière de 2008 et les conséquences du libéralisme alors en crise au Japon étant sans doute les raisons du regain d'intérêt pour cet ouvrage. Un échange très populaire entre Karin Amamiya et Gen'ichirō Takahashi, deux figures de la gauche japonaise contemporaine, dans le quotidien Mainichi Shinbun la même année, a également contribué à créer un Kanikōsen boom. Dans cet échange, les deux auteurs font le lien entre les conditions de vie des personnages et les travailleurs pauvres de plus en plus visibles au Japon à la suite de la première décennie perdue.